# Cecilia Olivares Koyck
Cecilia Ximena Olivares Koyck (Santiago, 3 de junio de 1982) es investigadora y académica chilena con enfoque interdisciplinar en relación a la literatura, género y filosofía política.

## Trayectoria académica

### Estudios superiores
Es Licenciada en Literatura mención en Escritura Creativa de la Universidad Diego Portales en 2006. También es Profesora de Lenguaje y Comunicación por la Universidad Andrés Bello en 2010 luego de obtener su Licenciatura en Educación en la misma universidad. Posteriormente, en 2018 obtuvo un Doctorado en Literatura Hispanoamericana Contemporánea en la Universidad de Playa Ancha. Y ya en 2023 finalmente se incorporó al Doctorado en Ciencias Humanas Mención Discurso y Cultura en la Universidad Austral de Chile.

### Cargos
Actualmente realiza docencia en las líneas de Literatura, Género y Filosofía política en universidades chilenas, públicas y privadas. 
Ha participado en los equipos de evaluación de diversos concursos relativos a la investigación, entre ellos el Fondo Nacional de Fomento del Libro y la Lectura como parte del Comité de evaluación línea concursal Becas Chile Crea y también como  especialista del comité de evaluación proyectos de línea concursal investigación. Ha aportado como Investigadora especialista en género, inclusión y educación en la Red chilena contra la violencia hacia las mujeres.

## Publicaciones y Proyectos
- Habitar las sombras. Derivas de violencia sistémica en Preguntas frecuentes de Nona Fernández. (2023)[2]
- Narrativa e imagen fotográfica. Formas y dispositivos para una narrativa de la violencia. (2022)[3]
- Imagen fotográfica, residuo y fragmentación para una narrativa de la violencia política en Mapocho y La dimensión desconocida de Nona Fernández. (2021)[4]
- Crónica de la ciudad desaparecida: memoria y violencia en Estrellas Muertas. (2019)[5]
- La imagen como memoria del horror: claves de lectura en El Brujo. (2018)[6]
- Archivos del afecto. Una memorabilia de las violencias en la escritura de cinco autoras latinoamericanas contemporáneas. (2024)[7]